# Report of an Expedition down to the Zuni and Colorado Rivers
Report of an Expedition down to the Zuni and Colorado Rivers (abreviado Rep. Exped. Zuni & Colorado Rivers) es un libro con ilustraciones y descripciones botánicas que fue escrito conjuntamente por Sitgreaves y John Torrey y publicado en Washington D. C. en 1853.